# Alfie Williams
Alfie Williams, né le 3 janvier 2011 à Newcastle upon Tyne, est un enfant-acteur britannique. Il tient un rôle principal dans les longs métrages 28 ans plus tard (2025) et 28 ans plus tard : Le Temple des os (2026).

## Carrière
En 2022, il décroche un rôle secondaire dans la troisième saison de la série télévisée fantastique À la croisée des mondes. Il apparaît également dans le court métrage Phallacy avec Stephen Graham et Shaun Parkes et dans la série Our Friends in the North de la BBC Radio 4.
Il incarne Spike dans le film d'horreur post-apocalyptique 28 ans plus tard (2025), son premier grand rôle au cinéma. Il a été décrit comme le « protagoniste indiscutable » du film par The Hollywood Reporter, un « nouveau talent exceptionnel » par Empire, et « excellent » dans le rôle par The Times. Il a 13 ans au moment du tournage, ainsi que lorsqu'il reprend le rôle quelques semaines plus tard pour la suite (2026) 28 ans plus tard : Le Temple des os, dont le tournage a commencé trois semaines après la fin du tournage de 28 ans plus tard.

## Vie privée
Il grandit et est éduqué près de Newcastle upon Tyne, en Angleterre. Son père, Alfie Dobson, est également acteur.

## Filmographie
| Année | Titre                           | Rôle                       | Remarques                |
| ----- | ------------------------------- | -------------------------- | ------------------------ |
| 2021  | Phallacy                        | Bo Williams                | Court métrage            |
| 2022  | À la croisée des mondes         | Théo fantôme               | Épisode : « Sans issue » |
| 2023  | Une nouvelle race de criminels  | Le jeune Henry John Sayers |                          |
| 2025  | 28 ans plus tard                | Spike                      |                          |
| 2026  | 28 Years Later: The Bone Temple | Spike                      | Post-production          |